# Gare d'Hämeenlinna
La gare d'Hämeenlinna (en finnois : Hämeenlinnan rautatieasema) est une gare de la  voie ferroviaire principale de Finlande située dans le quartier de Keinusaari à Hämeenlinna.

## Histoire
Il s'agit de l'une des plus anciennes gare de Finlande car la première ligne de train de Finlande fut ouverte entre Helsinki et Hämeenlinna en 1862.
En 2008, la gare a accueilli 999 000 voyageurs.